# Țoci
Țoci falu Romániában, Fehér megyében. Közigazgatásilag Aranyosszohodol községhez tartozik.

## Fekvése
Pojén mellett fekvő település.

## Története
Ţoci korábban Pojén része volt, 1956-ban vált külön településsé 97 lakossal. 1966-ban 52, 1977-ben 49, 1992-ben 14, a 2002-es népszámláláskor pedig 8 román lakosa volt.